# Кочичинська сільська рада
Кочичинська сільська рада — колишня адміністративно-територіальна одиниця та орган місцевого самоврядування у Ємільчинському районі Коростенської і Волинської округ, Київської й Житомирської областей Української РСР та України з адміністративним центром у с. Кочичине.

## Населені пункти
Сільській раді були підпорядковані населені пункти:
- с. Кочичине
- с. Володимирівка
- с. Дібрівка
- с. Забаро-Давидівка

## Населення
Кількість населення ради, станом на 1923 рік, становила 621 особу, кількість дворів — 100.
Відповідно до результатів перепису населення СРСР, кількість населення ради, станом на 12 січня 1989 року, становила 533 особи.
Станом на 5 грудня 2001 року, відповідно до перепису населення України, кількість мешканців сільської ради становила 429 осіб.

## Склад ради
Рада складалась з 12 депутатів та голови.

### Керівний склад сільської ради
| ПІБ                        | Основні відомості                                                    | Дата обрання | Дата звільнення |
| -------------------------- | -------------------------------------------------------------------- | ------------ | --------------- |
| Сосновська Тамара Іванівна | Сільський голова, 1959 року народження, освіта, член Партії регіонів | 26.03.2006   | 31.10.2010      |
| Дідус Сергій Іванович      | Сільський голова, 1964 року народження, освіта вища, безпартійний    | 31.10.2010   |                 |

Примітка: таблиця складена за даними джерела

## Історія
Створена 1923 року, в складі с. Кочичине та урочища Юзефівка Емільчинської волості Новоград-Волинського повіту Волинської губернії. 7 березня 1923 року сільську раду включено до складу новоствореного Емільчинського (згодом — Ємільчинський) району. Станом на 17 грудня 1926 року на обліку значилися хутори Нартовський, Новин, Слобода, Смолярня та урочища Гноїн, Коротище і Кури. На 1 жовтня 1941 року хутори Нартовський, Новин, Слобода, Смолярня та урочища Гноїн, Коротище, Кури і Юзефівка не перебувають на обліку населених пунктів.
Станом на 1 вересня 1946 року сільська рада входила до складу Ємільчинського району Житомирської області, на обліку в раді перебувало с. Кочичине.
5 березня 1959 року, відповідно до рішення Житомирського облвиконкому № 161 «Про ліквідацію та зміну адміністративно-територіального поділу окремих рад області», до складу ради передані села Володимирівка, Дубрівка (згодом — Дібрівка) та Забаро-Давидівка Великоглумчанської сільської ради.
На 1 січня 1972 року сільська рада входила до складу Ємільчинського району Житомирської області, на обліку в раді перебували села Володимирівка, Дібрівка, Забаро-Давидівка та Кочичине.
Припинила існування 14 листопада 2017 року через об'єднання до складу новоствореної Ємільчинської селищної територіальної громади Ємільчинського району Житомирської області.